# Eporeodon
L'eporeodonte (gen. Eporeodon) è un mammifero artiodattilo estinto, appartenente agli oreodontidi. Visse tra l'Oligocene medio e il Miocene inferiore (cica 30 - 20 milioni di anni fa) e i suoi resti fossili sono stati ritrovati in Nordamerica.

## Descrizione
Questo animale era uno dei più grandi oreodontidi noti, e poteva raggiungere la taglia di una mucca, anche se la maggior parte degli esemplari avevano la taglia di un montone. Era di corporatura relativamente snella se rapportato ad altri animali simili quali Merycochoerus, ma comunque era robusto. Il cranio era dotato di un muso più corto di quello di Merycoidodon; la fossa preorbitale era piccola, e si trovava a metà dell'osso lacrimale. Le bolle timpaniche erano sporgenti. La caratteristica principale di Eporeodon era data dai canini insolitamente grandi e robusti, rivolti all'ingiù. Il muso era leggermente allargato nella parte anteriore. I molari erano ancora brachidonti (a corona bassa). La mandibola era molto alta nella parte posteriore, ed era dotata di una curva convessa nella zona del condilo. Le zampe forti e allungate erano sprovviste di pollice. 

## Classificazione
Il genere Eporeodon venne istituito da Othniel Charles Marsh nel 1875; la specie tipo è Eporeodon occidentalis, inizialmente descritta come Eucrotaphus occidentalis dallo stesso Marsh due anni prima. Al genere Eporeodon sono state in seguito attribuite numerose altre specie provenienti da numerose località oligo-mioceniche di gran parte degli Stati Uniti occidentali, tra cui E. pacificus, E. trigonocephalus, E. oregonensis, ma attualmente si ritiene vi fossero solo due specie: oltre alla specie tipo, è nota E. major.

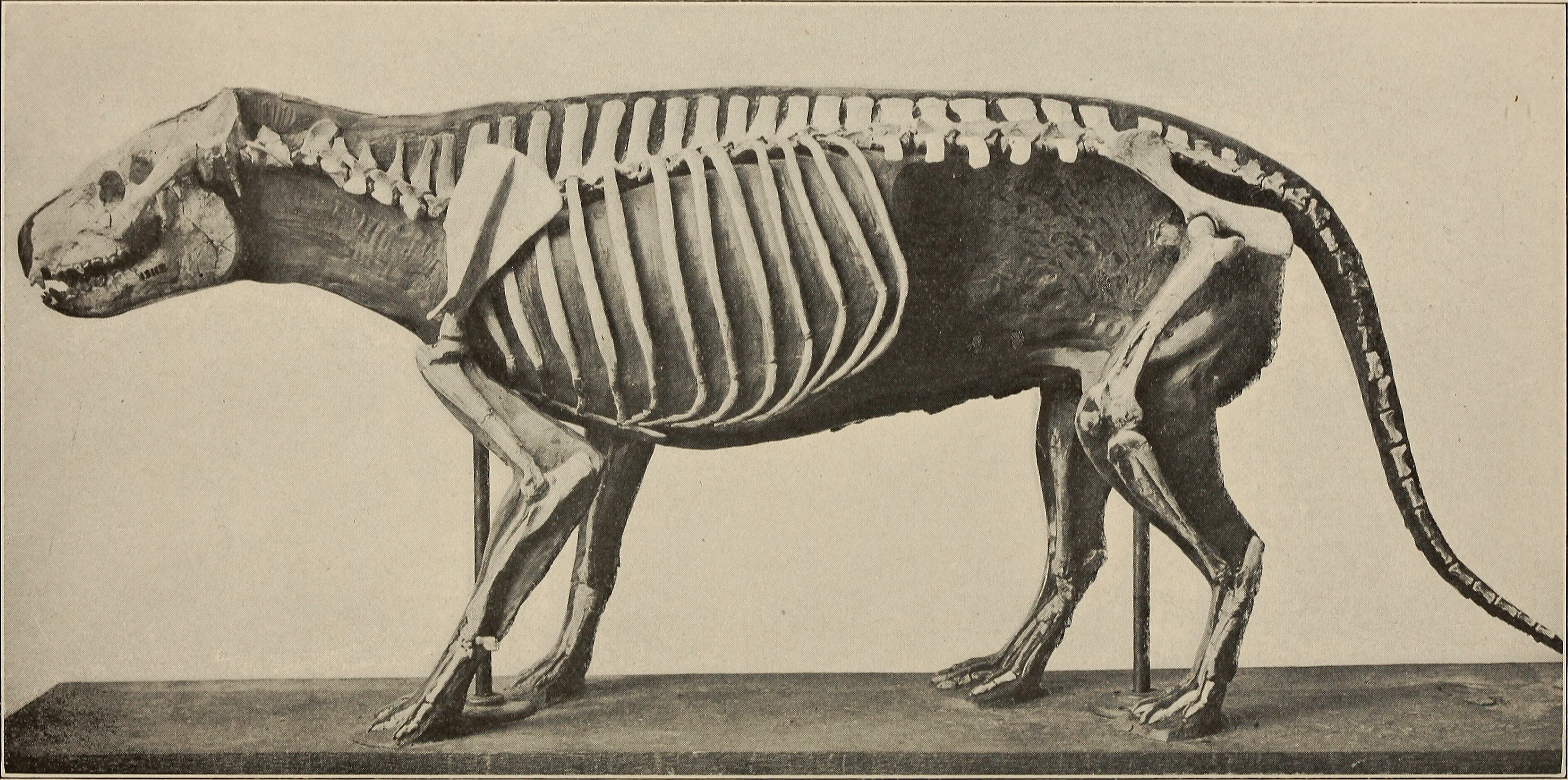
Scheletro di Eporeodon

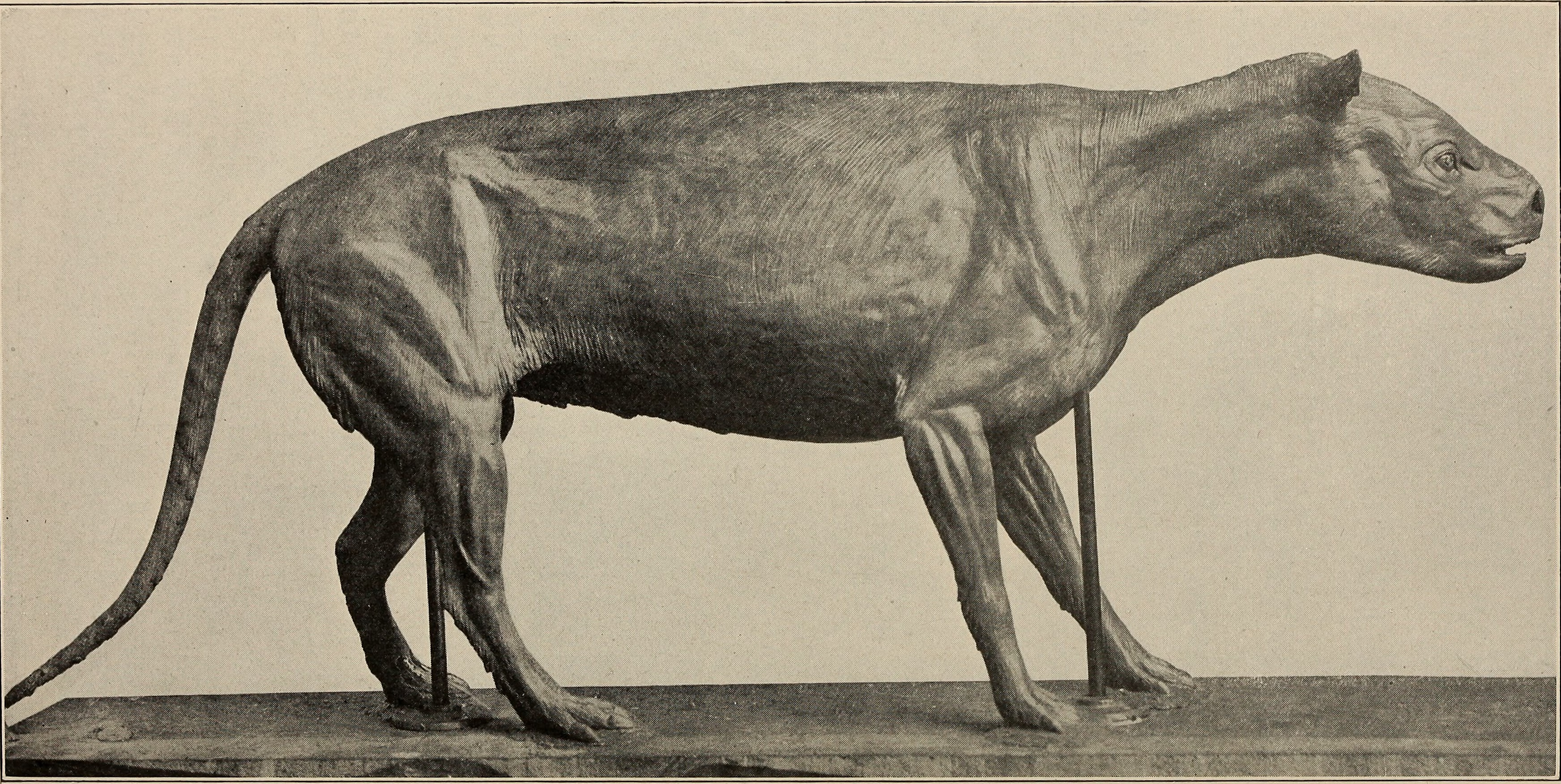
Ricostruzione di Eporeodon

Eporeodon è un membro degli oreodontidi, un gruppo di artiodattili tipici dei giacimenti oligo-miocenici nordamericani. Eporeodon, in particolare, sembrerebbe essere stato un membro piuttosto derivato della famiglia, ed è attualmente considerato appartenere a una sottofamiglia a sé stante (Eporeodontinae), derivata probabilmente da oreodonti basali oligocenici. 

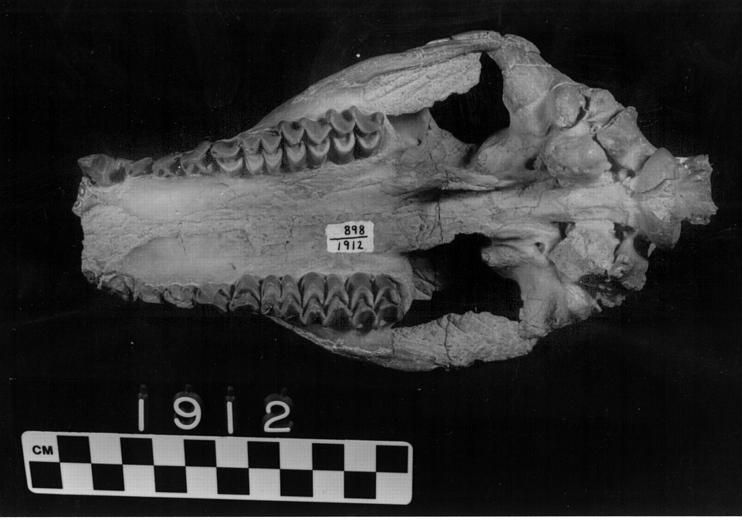
Cranio di Eporeodon occidentalis in vista ventrale

## Paleoecologia
Nonostante gli oreodontidi fossero estremamente diffusi nell'Oligo-Miocene nordamericano, i resti di Eporeodon sono piuttosto rari (circa l'1% dei resti di oreodonti nelle Badlands) e si suppone che questo animale non vivesse in grandi branchi come invece facevano i suoi simili quali Merycoidodon.